# Alexandra Burke

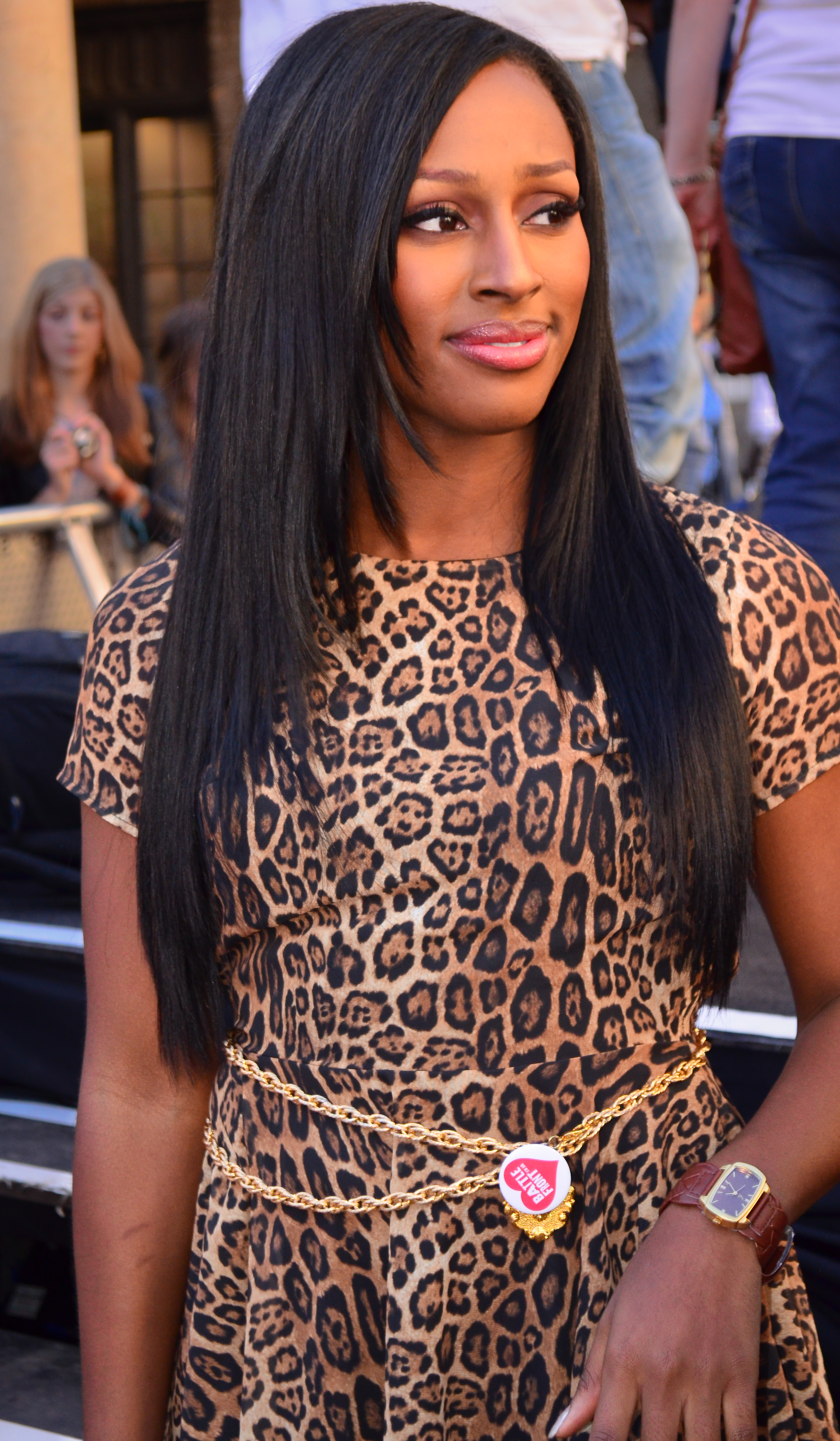
Alexandra Burke (2011)

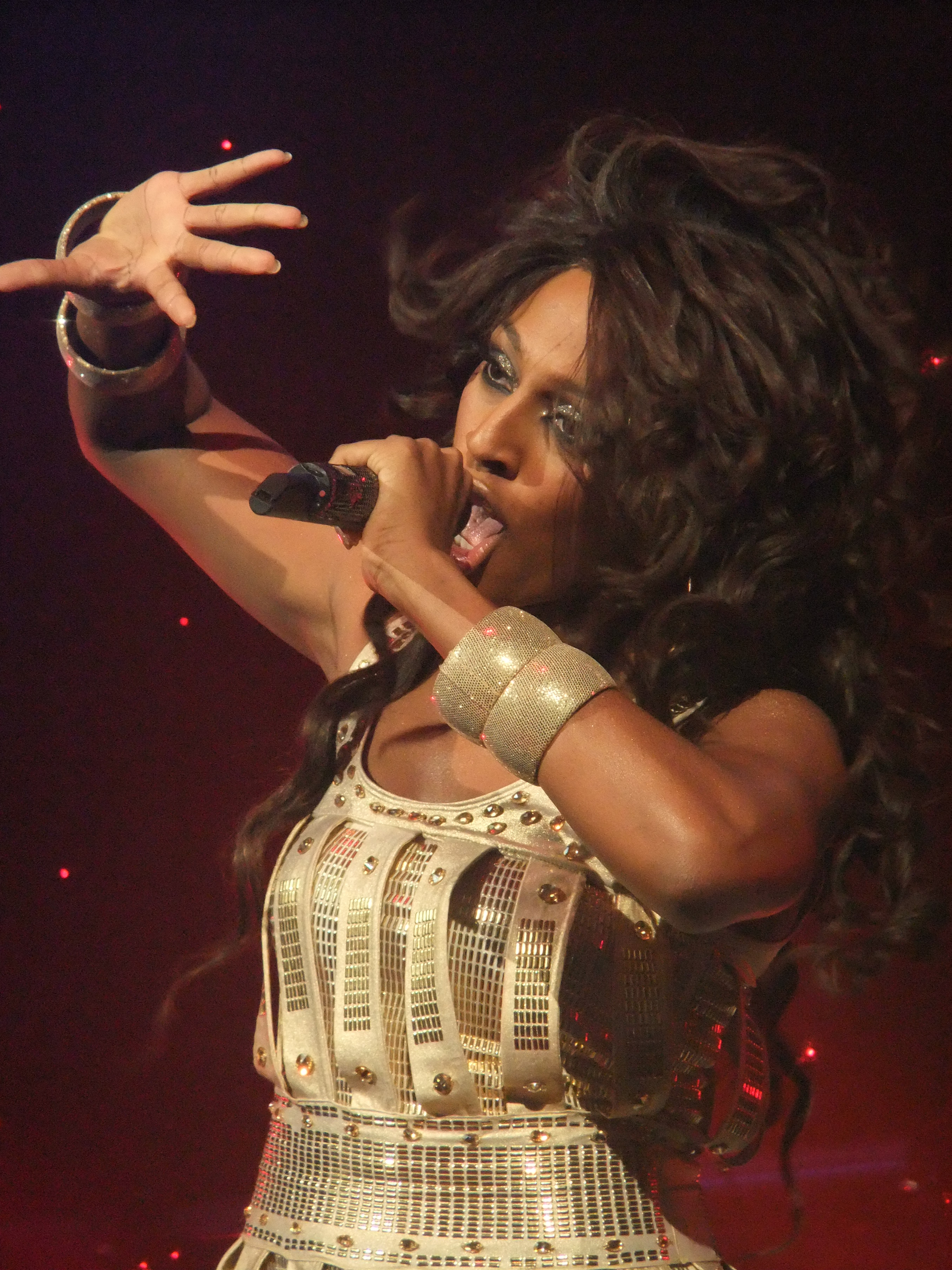
Alexandra Burke auf ihrer All Night Long Tour (2011)

Alexandra Imelda Cecelia Ewan Burke (* 25. August 1988 in Islington, London) ist eine britische Popsängerin.

## Privatleben
Burke ist die Tochter der Soul II Soul Sängerin Melissa Bell, zu der sie bis zu deren Tod (2017) ein sehr inniges Verhältnis hatte. Sie bot ihr mehrfach an, eine Niere zu spenden, um ihr bei ihrer Krankheit zu helfen. Dies lehnte ihre Mutter jedoch ab.

## Karriere
In ihrem Heimatland wurde Burke durch den Gewinn der fünften Staffel der Castingshow The X Factor bekannt, die zwischen August und Dezember 2008 im Abendprogramm des Fernsehsenders ITV ausgestrahlt wurde.
Während der Staffel nahm sie gemeinsam mit den anderen X-Factor-Finalisten eine Coverversion des Songs Hero von Mariah Carey auf, die im November 2008 drei Wochen lang Platz 1 der britischen Charts belegte.
In der Finalshow am 13. Dezember 2008 setzte sie sich mit 58 % der insgesamt acht Millionen abgegebenen Zuschauerstimmen gegen die vierköpfige Band JLS und den Sänger Eoghan Quigg durch und erhielt einen mit einer Million Britischen Pfund dotierten Plattenvertrag bei Syco Music/Sony BMG.
Einen Tag nach dem Finale erschien in der Woche vor Weihnachten im Vereinigten Königreich Burkes Debütsingle Hallelujah, eine Coverversion des gleichnamigen Hits von Leonard Cohen aus dem Jahr 1984. Bereits vor dem Finale waren nach Aussage von Simon Cowell, dem Erfinder von The X Factor 500.000 Vorbestellungen für die Single eingegangen. Hallelujah stieg über Weihnachten sofort auf Platz 1 der britischen Charts und wurde somit die Weihnachts-Nummer-eins im Vereinigten Königreich. In der Verkaufsstatistik des Jahres 2008 lag der Song ebenfalls auf Platz 1 vor dem X-Factor-Gemeinschaftswerk Hero.
Danach dauerte es ein Dreivierteljahr bis zur Fertigstellung ihres Debütalbums Overcome. In der Woche vor Veröffentlichung erschien Anfang Oktober 2009 vorab der Song Bad Boys als Single, eine Zusammenarbeit mit dem US-Rapper Flo Rida. Auch damit sprang sie sofort wieder auf Platz 1 der Charts in Großbritannien und Irland. Das Album folgte an die Spitze der Charts und konnte sich auch international platzieren. Vier weitere Lieder daraus kamen danach noch in die britischen Top 20, mit Start Without You hatte sie sogar noch ihre dritte Nummer-eins-Platzierung.
Anfang 2011 ging Burke auf UK-Tour, bevor sie mit den Arbeiten an einem neuen Album begann. Kurz vor der Veröffentlichung verließ sie das Label von Simon Cowell und schloss sich RCA an. Im März 2012 veröffentlichte sie dort erst einmal die Single Elephant in Zusammenarbeit mit DJ und Produzent Erick Morillo. Das Lied erreichte Platz 3 der UK-Charts. Zwei Monate später erschien dann unmittelbar vor dem Album der Song Let It Go, der allerdings nur auf Platz 33 kam. Das Album Heartbreak on Hold kam anschließend nicht über Platz 18 der Albumcharts hinaus und hielt sich nur zwei Wochen in den Top 75. Nur wenig später ließ Burke verlauten, dass sie an einem Album für die USA arbeite, dessen Schwerpunkt wieder R&B sein solle.
2022 spielte Burke in dem Film Pretty Red Dress mit.

## Diskografie

### Studioalben
| Jahr | Titel              | Höchstplatzierung, Gesamtwochen, AuszeichnungChartplatzierungen (Jahr, Titel, Platzierungen, Wochen, Auszeichnungen, Anmerkungen) | Höchstplatzierung, Gesamtwochen, AuszeichnungChartplatzierungen (Jahr, Titel, Platzierungen, Wochen, Auszeichnungen, Anmerkungen) | Höchstplatzierung, Gesamtwochen, AuszeichnungChartplatzierungen (Jahr, Titel, Platzierungen, Wochen, Auszeichnungen, Anmerkungen) | Höchstplatzierung, Gesamtwochen, AuszeichnungChartplatzierungen (Jahr, Titel, Platzierungen, Wochen, Auszeichnungen, Anmerkungen) | Anmerkungen                            |
| Jahr | Titel              | DE | AT | CH | UK | Anmerkungen                            |
| ---- | ------------------ | --- | --- | --- | --- | -------------------------------------- |
| 2009 | Overcome           | DE60 (1 Wo.)DE | AT54 (3 Wo.)AT | CH54 (3 Wo.)CH | UK1 ×2Doppelplatin · (59 Wo.)UK                                                                                                   | Erstveröffentlichung: 19. Oktober 2009 |
| 2012 | Heartbreak on Hold | — | — | — | UK18 (3 Wo.)UK | Erstveröffentlichung: 4. Juni 2012     |
| 2018 | The Truth Is       | — | — | — | UK16 (1 Wo.)UK | Erstveröffentlichung: 16. März 2018    |

### Singles
| Jahr | Titel Album                              | Höchstplatzierung, Gesamtwochen, AuszeichnungChartplatzierungen (Jahr, Titel, Album, Platzierungen, Wochen, Auszeichnungen, Anmerkungen) | Höchstplatzierung, Gesamtwochen, AuszeichnungChartplatzierungen (Jahr, Titel, Album, Platzierungen, Wochen, Auszeichnungen, Anmerkungen) | Höchstplatzierung, Gesamtwochen, AuszeichnungChartplatzierungen (Jahr, Titel, Album, Platzierungen, Wochen, Auszeichnungen, Anmerkungen) | Höchstplatzierung, Gesamtwochen, AuszeichnungChartplatzierungen (Jahr, Titel, Album, Platzierungen, Wochen, Auszeichnungen, Anmerkungen) | Anmerkungen                                                   |
| Jahr | Titel Album                              | DE | AT | CH | UK | Anmerkungen                                                   |
| ---- | ---------------------------------------- | --- | --- | --- | --- | ------------------------------------------------------------- |
| 2008 | Hero –                                   | — | — | — | UK1 ×2Doppelplatin · (13 Wo.)UK | Erstveröffentlichung: 2008 mit den X Factor Finalisten 2008   |
| 2008 | Hallelujah Overcome                      | DE— GoldDE | AT53 (3 Wo.)AT | — | UK1 ×3Dreifachplatin · (20 Wo.)UK | Erstveröffentlichung: 14. Dezember 2008 Verkäufe: + 1.950.000 |
| 2009 | Bad Boys Overcome                        | DE14 (13 Wo.)DE | AT22 (10 Wo.)AT | CH12 (13 Wo.)CH | UK1 Platin · (27 Wo.)UK | Erstveröffentlichung: 12. Oktober 2009 feat. Flo Rida         |
| 2010 | Broken Heels Overcome                    | — | — | — | UK8 Gold · (22 Wo.)UK | Erstveröffentlichung: 18. Januar 2010                         |
| 2010 | Everybody Hurts Hope for Haiti (Sampler) | DE16 (7 Wo.)DE | AT23 (7 Wo.)AT | CH16 (2 Wo.)CH | UK1 Platin · (5 Wo.)UK | Erstveröffentlichung: 11. Februar 2010 mit Helping Haiti      |
| 2010 | All Night Long Overcome                  | DE60 (3 Wo.)DE | — | CH60 (3 Wo.)CH | UK4 Silber · (26 Wo.)UK | Erstveröffentlichung: 29. März 2010 feat. Pitbull             |
| 2010 | Start Without You Overcome               | — | — | — | UK1 Silber · (13 Wo.)UK | Erstveröffentlichung: 23. August 2010 feat. Laza Morgan       |
| 2010 | The Silence Overcome                     | — | — | CH66 (3 Wo.)CH | UK16 (6 Wo.)UK | Erstveröffentlichung: 22. November 2010                       |
| 2012 | Elephant Heartbreak on Hold              | — | — | — | UK3 (6 Wo.)UK | Erstveröffentlichung: 2. April 2012 feat. Erick Morillo       |
| 2012 | Let It Go Heartbreak on Hold             | — | — | — | UK33 (3 Wo.)UK | Erstveröffentlichung: 3. Juni 2012                            |

Weitere Singles
- 2018: Shadow
- 2022: Solo Pido (Lil` Eddie feat. Alexandra Burke)
- 2023: Game of Love

## Auszeichnungen
British Independent Film Award
- 2023: Nominierung für die Beste Supporting Performance (Pretty Red Dress)